# Astana Futbol Kluby
O Astana Futbol Kluby (em cazaque:  «Астана» футбол клубы), comumente chamado de Astana FC ou simplesmente Astana, é um clube de futebol com sede em Astana. Jogam na Kazakstan Kesinkoy Futbol Ligasy, correspondente ao escalão máximo do futebol no Cazaquistão. A casa do clube é o Astana Arena, um estádio de 30.000 lugares em que jogam desde a temporada de fundação. As cores do clube, refletidas em seu escudo e uniformes, são azul-céu e amarelo.
Fundado como Lokomotiv Astana em 2009, o clube mudou de nome para Astana em 2011. É membro do Astana Prezidenttik Professionaldy Sport Kluby, uma associação dos principais clubes esportivos em Astanas com o suporte da companhia de valores Samruk-Kazyna.

## História

### Fundação e primeiros anos (2009–2014)
Em 27 de dezembro de 2008, os clubes de futebol FC Megasport e FC Alma-Ata anunciaram que se fundiriam para formar um novo clube. O clube recebeu o nome de "FC Lokomotiv Astana" e de início, teria a empresa de ferrovias Kazakstan Temir Zholy como patrocinadora geral. Essa empresa, então, decidiu relocar o clube ao então novo estádio em construção na capital do Cazaquistão. Vakhid Masudov foi o primeiro treinador da nova equipe. O alto teto salarial ao qual o clube foi disponibilizado fez com que o clube pudesse atrair jogadores de status ao clube. Andrey Tikhonov e Yegor Titov foram os primeiros, vindos da Primeira Liga Russa. Vários outros também foram contratados, como Patrick Ovie e Baffour Gyan. O internacional uzbeque Maksim Shatskikh foi contratado pouco tempo depois destes. A maior parte dos outros jogadores foram contratados a partir dos outros clubes da liga cazaque, muitas vezes por passes livres dos jogadores dos clubes que faliam, para estruturar o clube. Em março de 2009, Vakhid Masudov foi substituído por Vladimir Gulyamkhaidarov. Entretanto, somente dois dias depois do anúncio de sua contratação, foi substituído pelo russo-ucraniano Sergey Yuran.
Em 14 de novembro de 2010, o então técnico Holger Fach levou o Astana ao seu primeiro título da Copa do Cazaquistão. Contudo, estavam inelegíveis para a licença UEFA que os qualificariam para a Liga Europa, já que o clube ainda não tinha os três anos de existência mínimos permitidos. Em 2 de março de 2011, o Astana derrotou o Tobol por 2 a 1 e ganhou a Supercopa do Cazaquistão pela primeira vez. Em 2012, o clube venceu sua segunda Copa do Cazaquistão, com Miroslav Beránek como técnico. Em julho de 2013, o clube fez sua estreia nas competições europeias pela primeira ronda de qualificação da Liga Europa contra o Botev Plovdiv. O Astana perdeu as duas partidas, sendo os resultados 1 a 0 em casa e 5 a 0 fora. Em 4 de julho de 2013, o clube oficialmente se juntou ao recém-criado Astana Prezidenttik Professionaldy Sport Kluby, a organização com suporte da companhia de valores Samruk-Kazyna que combina as principais equipes esportivas em Astana.

### Primeiro título e Stanimir Stoilov (2014–)

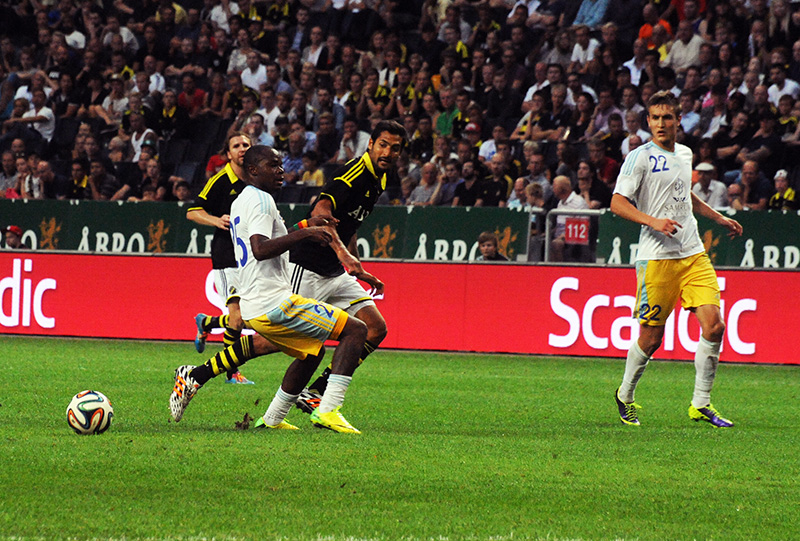
Partida contra o AIK em 2014

Em 22 de junho de 2014, o clube anunciou que o ex-técnico da seleção búlgara Stanimir Stoilov seria o novo treinador. Na temporada europeia de 2014–15, o Astana jogou quatro rondas nas qualificações para a Liga Europa. Na primeira derrotaram o Pyunik (6 a 1 agregado), e na segunda o Hapoel Tel Aviv (3 a 1 agregado). Na terceira ronda, derrotaram os suecos do AIK por 4 a 1 no agregado. Nos play-offs, foram parados pelo Villarreal. Em 1 de novembro de 2014, o Astana conseguiu seu primeiro título da Kazakstan Kesinkoy Futbol Ligasy em sua história, assegurando a conquista na vitória por 3 a 0 sobre o Kaysar. Em 1 de março de 2015, a equipe venceu a Supercopa do Cazaquistão, derrotando o Kairat nos pênaltis, depois do tempo regulamentar ter terminado em 0 a 0. Em 26 de agosto de 2015, se tornaram no primeiro clube cazaque a alcançar a fase de grupos da Liga dos Campeões da Europa, após derrotar o APOEL por 2 a 1 no agregado. No dia 8 de novembro de 2015, conseguiram seu segundo título da liga derrotando o Aktobe por 1 a 0 no último jogo.

## Uniformes
- Uniforme titular: Camisa amarela com listras verticais em cinza-azulado, calção amarelo e meias amarelas;
- Uniforme reserva: Camisa azul, calção azul e meias azuis (com detalhes amarelos).

## Títulos
| NACIONAIS | NACIONAIS                | NACIONAIS | NACIONAIS                                                     |
|           | Competição               | Títulos   | Temporadas                                                    |
| --------- | ------------------------ | --------- | ------------------------------------------------------------- |
|           | Campeonato Cazaque       | 7         | 2014, 2015, 2016, 2017, 2018, 2019 e 2022.[carece de fontes?] |
|           | Copa do Cazaquistão      | 3         | 2010, 2012 e 2016[carece de fontes?]                          |
|           | Supercopa do Cazaquistão | 6         | 2011, 2015, 2018, 2019, 2020 e 2023[carece de fontes?]        |

## Elenco atual
Atualizado em 25 de abril de 2025.

## Jogadores conhecidos
- Yegor Titov
- Andrey Tikhonov
- Patrick Ovie
- Baffour Gyan
- Maksim Shatskikh
- Andrei Karpovich
- David Loria
- Sergey Ostapenko